# 황갈색수리
황갈색수리(Tawny eagle)는 큰 맹금류이고, 모든 수리류와 마찬가지로, 수리과에 속한다. 깃털이 많은 다리는 흰점어깨수리라고도 알려진 검독수리아과의 일원으로 표시한다. 황갈색수리는 광범위하지만 불연속적인 번식 범위를 가지고 있으며, 인도 아대륙뿐만 아니라 아프리카 대륙의 많은 부분을 구성하며, 남부 중동에는 드물게 거주한다. 분포 지역 전체에 걸쳐 반사막, 사막 스텝 지대 또는 사바나 평원과 같은 개방된 건조 서식지를 선호한다. 건조 지역을 선호함에도 불구하고 나무가 완전히 없는 지역에서는 거의 발생하지 않는다.  나무의 왕관에 있는 막대기 둥지에서 1~3개의 알을 낳는 상주 번식기이다. 황갈색수리는 아마도 모든 검독수리아과에 중에서 가장 기회주의적일 것이고, 종종 부육에서 청소하거나 다른 육식 동물에 대한 절취기생에 관여하지만, 종종 비교적 크고 다양한 먹이의 대담하고 활동적인 포식자이기도 하다. 황갈색수리의 나이는 16살까지 이를 수 있다고 추정된다. 그럼에도 불구하고, 황갈색수리의 범위 전체에서 급격한 감소가 감지되었다. 벌채과 기후변화로 인한 둥지 서식지의 손실, 박해(주로 독극물에 의한)와 다른 인위적인 죽음(주로 다양한 인공 물체와의 접촉을 통한) 등 수많은 요인들이 한때 수많은 황갈색수리를 멸종 직전으로 몰고 있다.

## 분류학

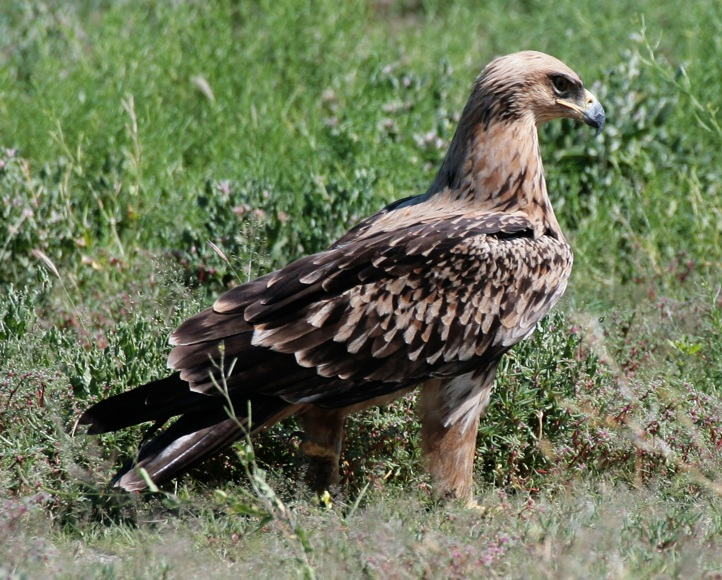
땅에 앉아 있는 황갈색수리는 목이 길고, 다리가 잘 발달해 있으며, 몸의 비율이 좋은 체격과 깊은 틈이 없는 큰 부리를 가진 중형 수리류이다.

황갈색수리는 이전에 철새 초원수리와 동종으로 취급되었다. 이 독수리들은 1991년까지만 해도 같은 종의 일부로 여겨졌다. 초원수리와 황갈색수리는 형태와 해부학의 현저한 차이에 따라 나뉘었다. 초원수리는 훨씬 더 뚜렷한 문을 가진 더 큰 새이며 표면적으로 서로 닮은 두 독수리의 일부 형태에도 불구하고 더 큰 틀, 더 큰 날개, 그리고 모든 발달 단계에서 다른 색상을 암시하는 더 큰 새이다. 게다가, 각각의 종들은 생태학(식생생물학, 둥지 습성)이 다르고 번식지 분포에서 강한 동종 요법을 한다. 각각 매우 적은 수의 유전자를 기반으로 한 두 개의 분자 연구는 그 종들이 구별된다는 것을 나타내지만, 그들이 얼마나 밀접한 관련이 있는지에 대해서는 의견이 다르다. 유전적으로 황갈색수리는 초원수리가 북쪽 유라시아 독수리들과 더 동정적임에도 불구하고 흰죽지수리 종 복합체와 더 가깝게 군집할 수 있다.

## 묘사

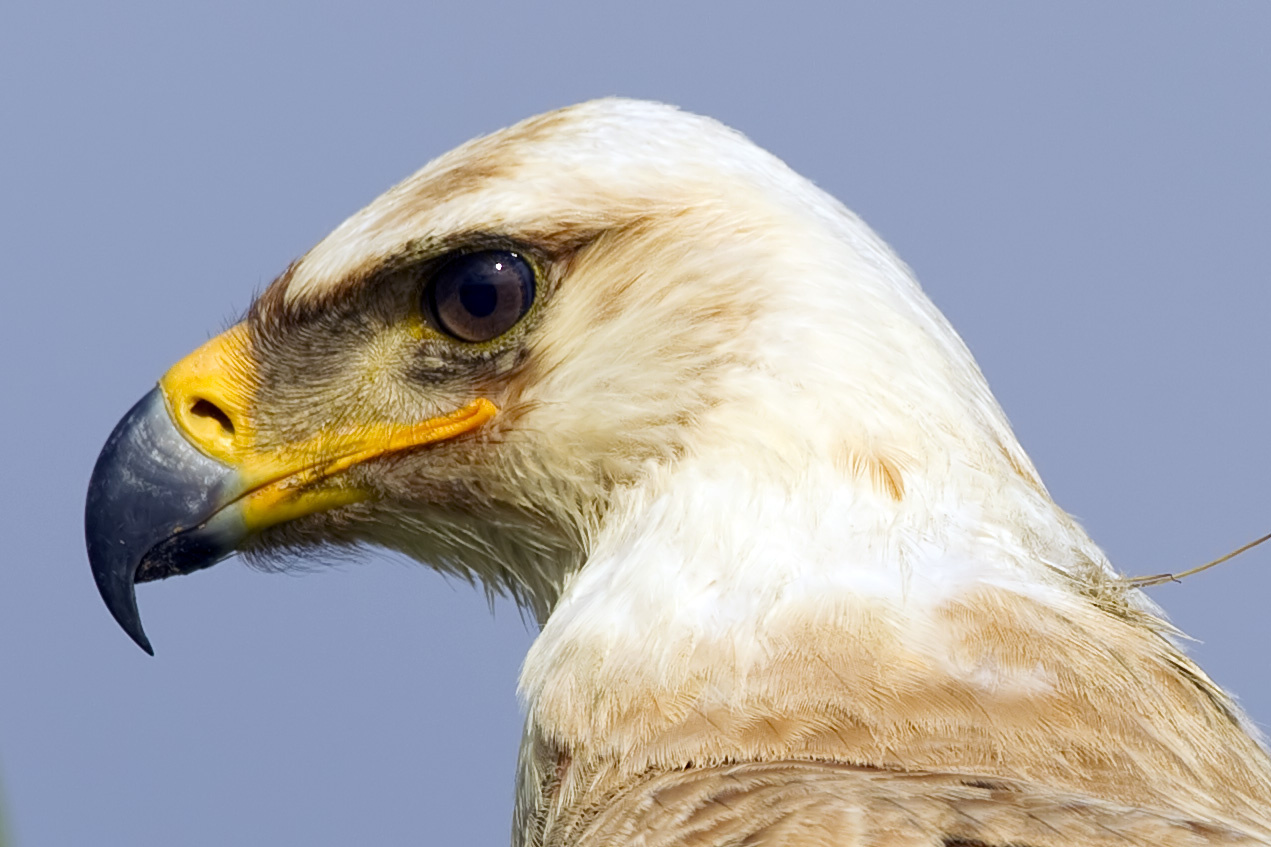
황갈색수리의 머리

황갈색수리는 "우아하고 지저분하게 생겼다"고 여겨지지만 꽤 특징적인 독수리의 실루엣을 가지고 있다. 이 종은 꽤 긴 목과 긴 깊은 부리가 있고 눈과 함께 갑각선 높이를 가지고 있으며, 상당히 뚜렷한 "손가락"이 있는 적당히 긴 날개와 약간 둥글고 거의 사각형 끝에 짧은 꼬리를 가지고 있는데, 다른 수리류보다 독수리의 꼬리를 더 연상시킬 수 있다. 다리의 깃털은 광범위하고 거의 헐렁해 보이는 것처럼 보일 수 있다. 부리와 머리는 강하고 대담하며, 몸은 균형이 잘 잡혀 있고 발은 힘이 있는 반면 얼굴은 꽤 사납게 보인다. 황갈색수리는 앉아 있는 경향이 있는데, 하루 중 종종 그루터기, 기둥, 낮은 나무 또는 나무 꼭대기에 오래 앉아 있거나 땅으로 내려와 좀 더 수평적인 자세로 다소 불안정하게 걸을 수 있다. 자리에 앉을 때의 날개 끝은 대략 꼬리 끝에도 있다. 성체의 눈은 노란색에서 옅은 갈색, 노란색에 이르기까지 다양한 색깔을 가지고 있는 반면, 어린 독수리의 눈은 어두운 갈색이다. 납막과 발은 모든 연령대에서 노란색이다. 황갈색수리는 깃털에 상당한 개인차가 있는 다형성이며, 이로 인해 깃털에 가끔 차이가 발생하여 어떤 사람들에게는 혼란을 일으킬 수 있다. 성체가 되면 모든 어두운 회색 갈색에서 때때로 줄무늬가 있는(또는 더 평범한) 여우 같은 난황색까지 색깔이 다양할 수 있다. 대부분의 성체는 보통 일반적인 회갈색 또는 황갈색을 띠며, 때때로 창백한 반점이 목덜미와 배 쪽의 가까운 곳에서 볼 수 있으며, 몸처럼 균일한 톤이다. 성체의 깃털은 종종 다른 깃털과 함께 더 창백하게 기울어져 있음에도 불구하고 일관되게 어둡고 균일하며, 다른 검독수리속에서 흔히 볼 수 있는 대조적인 더 창백한 깃털은 없다. 암컷은 약간 클 뿐만 아니라 수컷보다 약간 더 어둡고 줄무늬가 있는 경향이 있을 수 있다. 가장 흑갈색을 띤 개체는 인도에서 발생하는 경향이 있다. 성체는 종종 약간 검은 날개와 꼬리 깃털을 제외하고는 상대적으로 거의 다양한 색상을 나타내지 않지만, 갓 털갈이한 큰 날개 덮개와 제2류는 닫힌 날개를 따라 창백한 선을 형성할 수 있는 작은 창백한 끝을 보일 수 있으며 윗부분이 황갈색이고 비행 깃털과 꼬리가 검다. 머리는 종종 몸과 비슷하게 황갈색이지만 때로는 어두운 눈썹, 다른 얇은 갈색 줄무늬 또는 더 어두운 턱을 보일 수도 있다. 한편, 꼬리는 밋밋하거나 흐릿하게 어두운 막대 모양(약 7개의 미묘한 띠가 있음)이다. 어두운 형태의 성체는 본질적으로 모두 어둡고 칙칙한 갈색이다. 마모된 일부 어두운 형태의 황갈색수리는 불규칙한 줄무늬 또는 털갈이 갈색을 보이고 더 검은 깃털을 보일 수 있다. 중간 형태는 어두운 색에서 갈색을 띠며, 맨틀과 날개 덮개는 머리처럼 다양하게 줄무늬가 있거나 털갈이된 밝은 갈색을 띠며 머리는 왕관이나 왕관 쪽이 더 창백하다. 중간 형태의 아랫면은 대체로 갈색을 띠며(특히 아프리카의 경우 남쪽이 더 멀리 있음), 가슴과 옆구리는 매우 무겁고 넓게 줄무늬가 있는 어두운 갈색을 띠지만 때로는 평범한 가랑이와 하복부와 대조적으로 모두 어두운 갈색으로 나타난다. 창백한 형태의 성체 황갈색수리는 항상 더 어두운 비행 깃털과 꼬리를 가진 창백한 몸과 날개 덮개 사이에 명확한 대조를 보여준다. 창백한 형태의 경우, 하체는 밝은 황갈색에 대해 적갈색의 황갈색이며, 약간 더 어두운 갈색과 중앙 날개 덮개에서 어두운 갈색으로 단계적으로 더 큰 덮개와 비행 깃털을 검은색으로 표시한다. 창백한 형태의 황갈색수리에서는 머리가 너무 황갈색일 수 있지만 때로는 얇은 갈색 줄무늬나 더 어두운 턱이 있다. 창백한 형태의 성체는 모두 밝은 황갈색 또는 갈색이며, 때로는 배 부분보다 더 창백하다. 착용한 개인의 경우, 창백한 형태의 황갈색수리의 몸 깃털은 거의 흰색으로 보일 수 있다. 어두운 형태의 어린 황갈색수리는 일반적으로 밝은 갈색에서 갈색을 띠며 등 아래쪽에서 위쪽 꼬리 덮개가 더 반들반들하다. 어린 황갈색수리는 가늘고 옅은 끝의 어두운 갈색이 더 큰 덮개와 큰 날개 깃을 보이는 반면 꼬리는 보통 좁은 크리미한 끝이 회색과 갈색으로 덮여 있다. 어두운 형태의 어린 황갈색수리는 갈색 깃털로 털갈이하기 전에 종종 창백한 황갈색이나 반들반들하게 사라질 수 있다. 이후 단계는 잘 알려져 있지 않지만 어두운 형태의 아성체는 황갈색의 뒷몸체(즉, 등 아래쪽과 엉덩이 부분)를 유지하면서 머리와 가슴 위쪽뿐만 아니라 맨틀에서 점차 어두운 갈색이나 갈색으로 나타난다. 일반적으로 다른 형태는 유사하지만 잘 알려져 있지 않으며 아마도 개별적으로 일관성이 없을 것이다. 많은 이들이 털갈이 후에 갈색이나 모래가 있지만 나중에 털갈이를 하는데, 아마도 궁극적인 성체 형태를 나타내는 창백한 깃털 정도이다.

### 혼동종

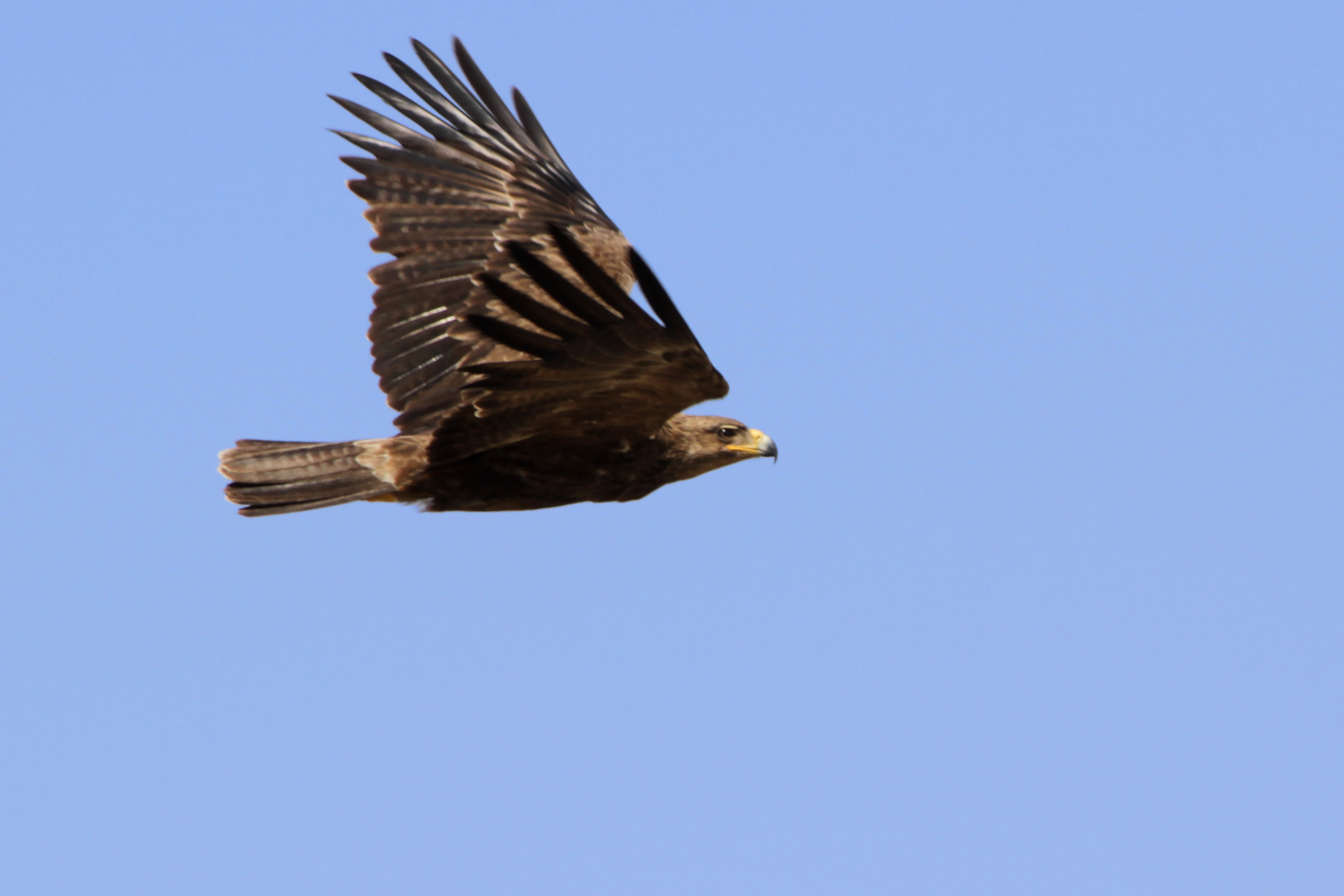
비행 중인 황갈색수리

황갈색수리는 대체로 비슷한 갈색을 띠는 다른 큰 맹금류가 자주 발생하는 여러 지역에 살고 있다. 따라서 식별이 매우 간단하지 않다.
특히 월동 범위에서 잠재적인 혼란을 일으킬 수 있는 한 가지 원인은 이전에 동일하게 발견된 초원수리이다. 초원수리는 더 짧은 목, 상대적으로 더 길고 더 좁은 날개, 특히 문짝의 예외적인 깊이를 통해 더 큰 부리를 가지고 있으며 (비록 덜 튀어나온 목 때문에 더 작은 머리로 보일 수 있지만) 더 길고 더 둥근 꼬리를 가지고 있다. 게다가 초원수리는 황갈색수리보다 날개에 훨씬 더 과감하고 넓은 간격의 경계가 있고 더 선명한 어두운 뒷날개 가장자리와 더 창백한 목을 가지고 있는 경향이 있다.

## 상황

### 보존
황갈색수리는 여전히 넓은 범위를 차지하고 있다. 아프리카의 경우, 약 1,500만 평방 킬로미터에 이르고 아시아의 경우 약 310만 평방 킬로미터에 이를 것으로 추정되고 있다. 1990년대까지만 해도, 전 세계 개체수는 아시아에서만 수십만 마리에 이를 것으로 생각되는 개체군은 6자리 정도로 추정되었다. 그러나, 현재 이 종은 IUCN의 멸종위기종 목록에 취약종으로 등재되어 있다. 현재 개체수는 한때 생각되었던 것의 절반에도 훨씬 못 미치며, 전 세계적으로 약 10만 마리에서 50만 마리 미만의 개체수만 남아 있는 것으로 생각되었다. 남아프리카의 SABAP와 SABAP2 사이에 황갈색수리 목격이 분명히 감소했으며, 이는 1440개의 4분의 1 격자 세포 중 323개에서만 발생했다. 중앙 나미비아에서 황갈색수리와 흰점어깨수리에 대한 면밀한 연구 동안, 한때 지역적으로 약 19쌍이었던 황갈색수리 개체수가 알려진 2쌍으로 감소하면서 두 개체 모두에서 급격한 감소가 감지되었다. 칼라가디 초국경공원 내에 한때 수많은 종으로 보였던 이 종의 개체수는 1990년대까지 단 40쌍으로 감소한 것으로 알려져 있었다. 말리, 니제르 및 부르키나파소에서 실시된 도로변 수치는 대부분의 맹금류 종의 개체수가 급격하게 감소하고 있지만 황갈색수리와 뱀수리만이 보호 구역 밖에서 생존하고 있음을 보여준다. 인도에서 황갈색수리는 한때 "우리의 가장 흔한 독수리"로 여겨졌지만, 라자스탄주와 같은 요새가 관찰된 쌍의 최대 절반까지 감소했다는 조사 결과와 함께 강한 감소가 감지되었다. 생산자 탐색 이론에 따르면 독수리는 사체의 위치를 찾기 위해 황갈색수리에 어느 정도 의존한다. 따라서 독수리의 생존을 보장하기 위해 보호 구역 밖에서 독수리를 보존하는 것이 매우 중요한다.